# 四棱果
四棱果科（学名：Geissoloma marginatum）又名缨缘科，是四棱果科（Geissolomataceae；又名缨缘科）及四棱果屬（又名缨缘属）的唯一物種，只生长在南非好望角一带，是当地的特有种。 

## 形态
本科植物为旱生植物，小型常绿灌木，单叶对生，革质；花两性，花瓣4数；果实为蒴果，有4棱，包含4个种子。这种植物据说可以吸收蓄积铝元素。

## 分类
1981年的克朗奎斯特分类法将其列在卫矛目中，1998年根据基因亲缘关系分类的APG 分类法认为无法将其列在任何一个目中，属于系属不清的科，2003年经过修订的APG II 分类法将其直接放在蔷薇分支之下，2006年5月7日的进一步修订将本科列在缨子木目中。